# Sciades grammicus
Sciades grammicus là một loài bọ cánh cứng trong họ Cerambycidae.